# Bongzilla
Bongzilla est un groupe de sludge metal américain, originaire de Madison, dans le Wisconsin. Formé en 1995, le groupe mêle sludge et stoner metal. Comme leur nom l'indique, une grande partie (sinon la totalité) de leur œuvre traite de la drogue, plus spécialement du cannabis. En 1998, ils signent avec Relapse Records, et compteront un total de quatre albums studio ainsi qu'un album live.

## Biographie
Le groupe est formé en 1996 « autour d'un bong. » Le nom est adopté par tous les membres pour leur intérêt commun pour la drogue. Après sa formation, Bongzilla enregisre une première démo produite par Steve Austin du groupe Today Is the Day. Avec quelques EPs et splits publiés dans de petits labels indépendants, le groupe gagne un contrat avec Relapse Records.
Chez Relapse, ils publient trois albums studio, dont Stash en 1999, ainsi qu'un album live, Live from the Relapse Contamination Festival, en 2004. Pendant ce temps, le groupe continue de sortir quelques splits dans de petits labels, et participe aux samplers Harvestfest et Weedstock Vol.1. Michael « Magma » Henry et Michael « Muleboy » John Makela forment un groupe similaire appelé Aquilonian en 2007. Après cette formation, le groupe est rapidement dissous. En 2008, ils participent à la compilation Nuggets publié au label Barbarian Records.
Le groupe revient en 2015 pour une tournée européenne et américaine. En décembre 2016, ils sont annoncés à l'affiche du festival Roadburn 2017.

## Style musical et thème

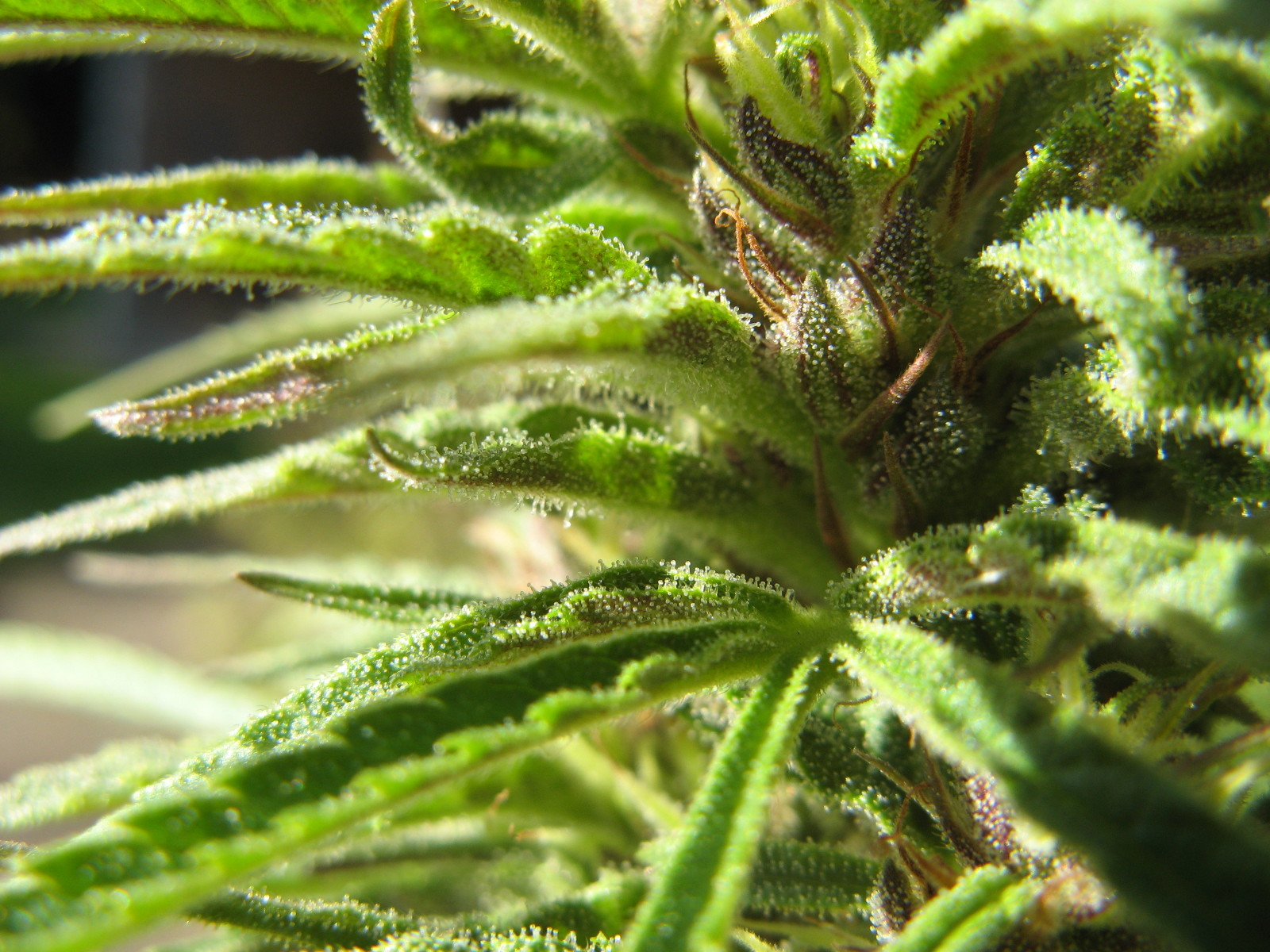
Le cannabis, thème principal de Bongzilla.

Toutes les chansons de Bongzilla traitent, avec le consommateur, de l'effet et l'utilisation du cannabis. Le groupe se centre initialement et exclusivement sous l'influence de la drogue.
Le groupe mêle des éléments de heavy metal, hard rock et southern rock. Il s'inspire de groupes catégorisés sludge metal, drone metal, et stoner doom. Certains critiques y voient un mélange de stoner doom, de sludge, avec du southern rock et du groove blues,.

## Membres

### Membres actuels
- Mike « Muleboy » Makela - chant, basse (1995–2009, depuis 2015)
- Jeff « Spanky » Schultz - guitare (1995–2009, depuis 2015)
- Mike « Magma » Henry - batterie (1995–2009, depuis 2015)

### Anciens membres
- Dave « Dixie » Collins - basse (2005-2009)
- Nate « Weed Dragon » Dethlefsen - basse (1995-2001)
- Nate Bush - basse
- Cooter Brown - basse (2001–2020)

## Discographie

### Albums studio
- 1999 : Stash (réédité en 2007 par Relapse Records en double-CD avec Methods for Attaining Extreme Altitudes)
- 2000 : Apogee
- 2002 : Gateway
- 2005 : Amerijuanican
- 2021 : Weedsconsin

### EP
- 1996 : Mixed Bag
- 1997 : Budgun/THC (split avec Meatjack)
- 1998 : Brownie/Gungeon (split avec Cavity)
- 1998 : Witch Weed (split avec Hellchild)
- 1998 : Hemp for Victory (EP)
- 1998 : Methods for Attaining Extreme Altitudes (réédité en 2007 par le label Modus Operandi)

### Compilations et album live
- 2001 : Shake: the Singles (contient tous les EP précédemment sortis et plusieurs titres bonus) (compilation)
- 2004 : Live from the Relapse Contamination Festival (album live)
- 2005 : Nuggets (compilation)